# Rice (Minnesota)
Rice és una població dels Estats Units a l'estat de Minnesota. Segons el cens del 2000 tenia 711 habitants.

## Demografia
Segons el cens del 2000, Rice tenia 711 habitants, 247 habitatges, i 185 famílies. La densitat de població era de 45,8 habitants per km².
Dels 247 habitatges en un 48,2% hi vivien nens de menys de 18 anys, en un 62,8% hi vivien parelles casades, en un 7,7% dones solteres, i en un 25,1% no eren unitats familiars. En el 19,4% dels habitatges hi vivien persones soles el 4,9% de les quals corresponia a persones de 65 anys o més que vivien soles. El nombre mitjà de persones vivint en cada habitatge era de 2,88 i el nombre mitjà de persones que vivien en cada família era de 3,35.
Per edats la població es repartia de la següent manera: un 35,4% tenia menys de 18 anys, un 9,7% entre 18 i 24, un 35,3% entre 25 i 44, un 15,3% de 45 a 60 i un 4,2% 65 anys o més.
L'edat mediana era de 28 anys. Per cada 100 dones de 18 o més anys hi havia 101,3 homes.
La renda mediana per habitatge era de 48.173 $ i la renda mediana per família de 52.222 $. Els homes tenien una renda mediana de 32.794 $ mentre que les dones 22.279 $. La renda per capita de la població era de 16.882 $. Entorn del 5,2% de les famílies i el 6,3% de la població estaven per davall del llindar de pobresa.

## Poblacions més properes
El següent diagrama mostra les poblacions més properes.